# Sistema de Inteligencia Nacional (Argentina)

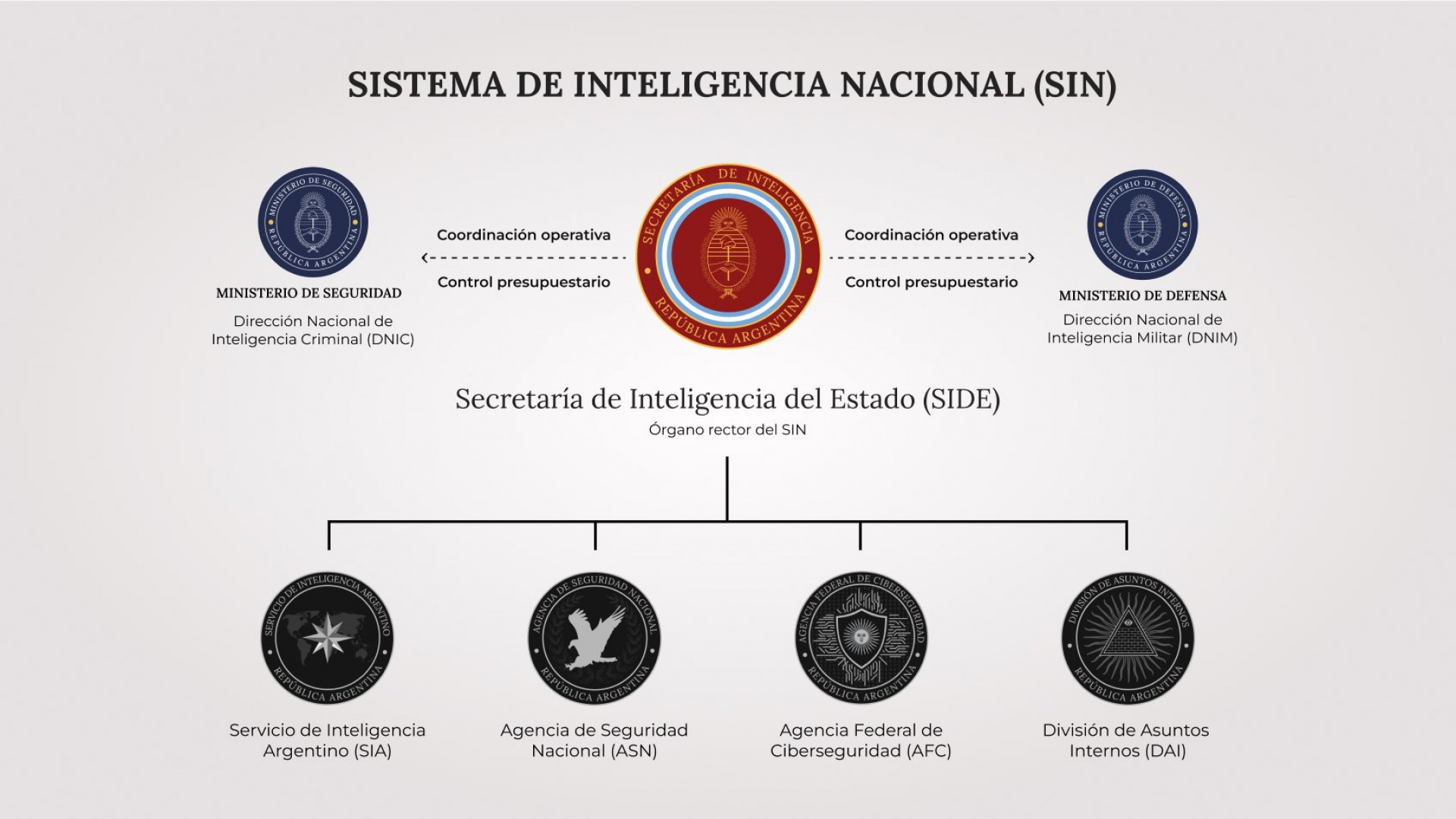
Sistema de Inteligencia Nacional (SIN) en su versión actual

Sistema de Inteligencia Nacional (SIN) es la denominación oficial de la comunidad de inteligencia de la Argentina. Fue creado en 2001 por la ley 25.520 de Inteligencia Nacional, también conocida como de Reforma de Inteligencia, y fue modificado resultando en la estructura actual a través del decreto 614/2024.
El SIN está compuesto de las siguientes organizaciones:
Secretaría de Inteligencia de Estado (SIDE):
- Servicio de Inteligencia Argentino (SIA)
- Agencia de Seguridad Nacional (ASN)
- Agencia Federal de Ciberseguridad (AFC)
- División de Asuntos Internos (DAI)

- Escuela Nacional de Inteligencia

Ministerio de Seguridad Nacional: 
- Dirección Nacional de Inteligencia Criminal (DNIC)

Ministerio de Defensa:
- Dirección Nacional de Inteligencia Militar (DNIM)